# 朱立凡
朱立凡（1971年12月—），江苏昆山人，汉族，中国共产党党员。中华人民共和国政治人物。现任新疆维吾尔自治区人民政府副主席。

## 生平
1994年进入昆山市财政局工作，后历任昆山市财政局局长助理、会计科科长、共青团昆山市委副书记、锦溪镇党委书记等职。2007年，调任常熟市副市长，一年后兼任常熟东南经济开发区党工委副书记、管委会副主任。2009年，任常熟市委常委。
2012年，任苏州市商务局局长、党组书记、市贸促会会长。一年后调任张家港市市长，并同时兼任张家港保税区管委会主任、市政府口岸办公室主任、市机构编制委员会主任。2016年，任张家港市委书记，同时担任张家港保税区党工委书记。2018年，调任泰州市委副书记，后兼任市委统战部部长，2019年11月任泰州市代市长，2020年1月任泰州市市长，2021年7月任泰州市委书记。
2024年1月23日，朱立凡跨省调任，被任命为新疆维吾尔自治区人民政府副主席。